# 官永義

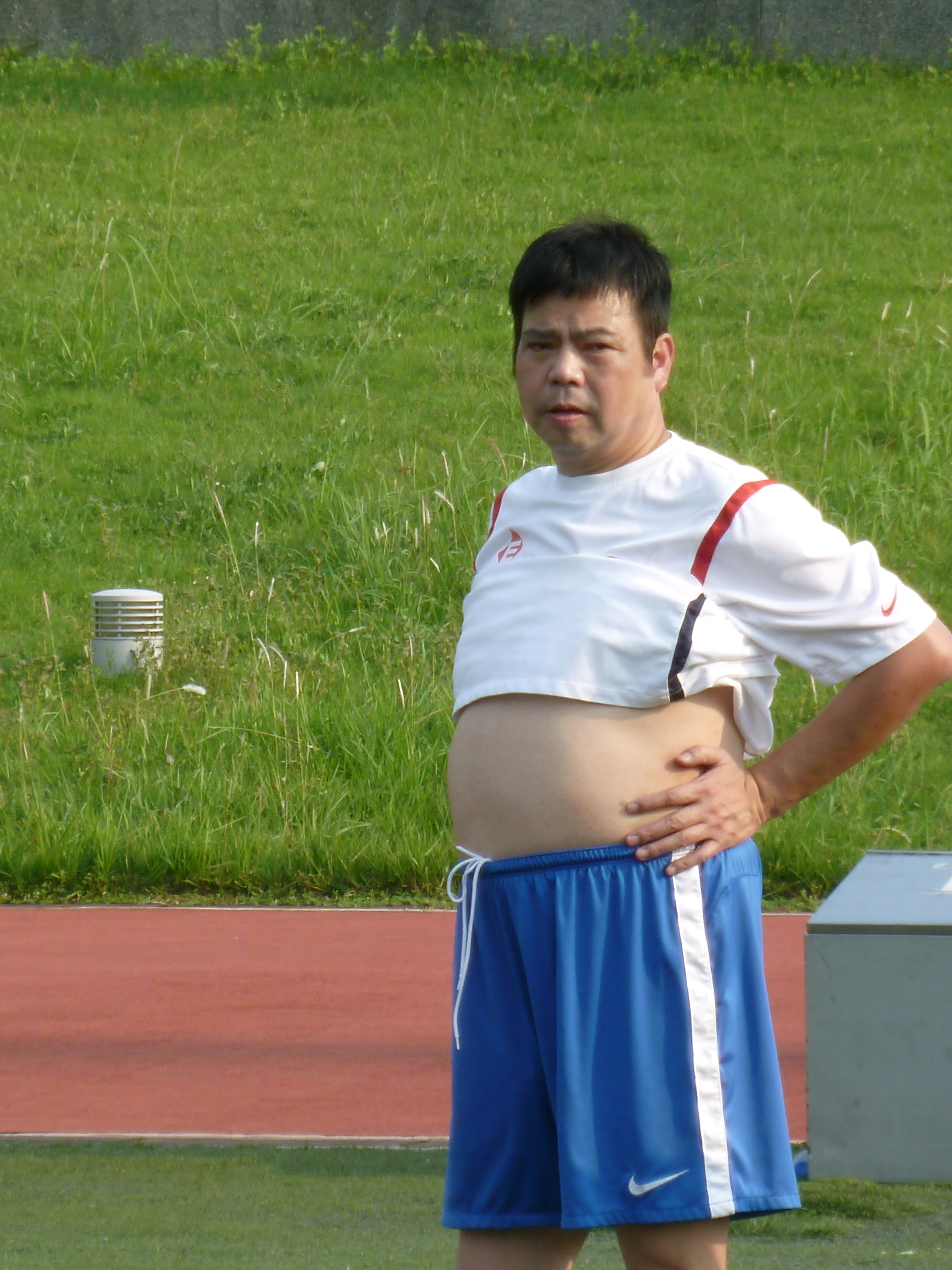
官永義

官永義（Koon Wing Yee，1956年7月16日—），暱稱「義氣官」，香港商人，上市公司永義國際集團（港交所：1218）前主席，前香港足球總會董事、星島及愉園足球部主任，現時是香港甲組球會永義足球隊的班主。官永義另有「抽水大王」之稱號。
官永義1994年夏天加入香港甲組足球聯賽球會星島擔任足球部主任。1997年夏天離開星島，與前流浪班主林大輝，一同入主另一球會愉園。其後林大輝退出，官永義獨力支持愉園，至2008年5月宣布離開。
官永義亦曾擔任香港足球代表隊領隊，香港足球總會董事，於2009年大選放棄連任。

## 個人事業
官永義於1981年創辦永義國際，1984年獲頒「青年企業家」大獎，1995年於香港聯合交易所上市。永義國際因多次供股集資，遭受股民及傳媒批評，官永義因而被稱為「股壇吸水王」，並引起香港聯合交易所關注，於2005年對官永義操守展開紀律聆訊。
官永義和他的妻子雷玉珠是一位馬主，曾先後擁有名下賽駒「路路生」、「跑快啲」、「馬中之王」及「馬中神駒」。官永義女兒是官可欣。

## 官司纏身
官永義近年官司纏身，2005年12月，被法庭裁定內幕交易永義及永富建設股份，判罰款4,826萬元，並取消其董事資格5年，他不服判決多次提出上訴。2009年，官永義與吳志強、黃展億、陳桂南一同被控串謀勒索，以恫嚇方式，不當地要求受害人提供1億股香港上市公司的股票，並且遭法庭頒令結旗下1.35億港元資產。2009年11月12日，官永義因涉嫌洗黑錢，被香港警務處商業罪案調查科拘捕。2014年，陪審團一致裁定官永義罪名不成立，獲高等法院無罪釋放。其後官永義反起訴許智明。

## 外部連結
- 香港足總球員資料（页面存档备份，存于）